# Diocesi di Castanhal
La diocesi di Castanhal (in latino Dioecesis Castagnalensis de Pará) è una sede della Chiesa cattolica in Brasile suffraganea dell'arcidiocesi di Belém do Pará. Nel 2023 contava 668.000 battezzati su 820.653 abitanti. È retta dal vescovo Carlo Verzeletti.

## Territorio
La diocesi comprende 25 comuni nella parte nord-orientale dello stato brasiliano di Pará: Castanhal, Capanema, Colares, Curuçá, Igarapé-Açu, Inhangapi, Magalhães Barata, Maracanã, Marapanim, Nova Timboteua, Peixe-Boi, Primavera, Quatipuru, Salinópolis, Santa Isabel do Pará, Santa Maria do Pará, Santarém Novo, Santo Antônio do Tauá, São Caetano de Odivelas, São Francisco do Pará, São João da Ponta, São João de Pirabas, Terra Alta, Vigia e São Domingos do Capim.
Sede vescovile è la città di Castanhal, dove si trova la cattedrale della Gran Madre di Dio.
Il territorio si estende su 14.338 km² ed è suddiviso in 36 parrocchie.

## Storia
La diocesi è stata eretta il 29 dicembre 2004 con la bolla Ad efficacius providendum di papa Giovanni Paolo II, ricavandone il territorio dall'arcidiocesi di Belém do Pará e dalla diocesi di Bragança do Pará.

## Cronotassi dei vescovi
- Carlo Verzeletti, dal 29 dicembre 2004

## Statistiche
La diocesi nel 2023 su una popolazione di 820.653 persone contava 668.000 battezzati, corrispondenti all'81,4% del totale.
| anno | popolazione | popolazione | popolazione | presbiteri | presbiteri | presbiteri | presbiteri                | diaconi | religiosi | religiosi | parrocchie |
| anno | battezzati  | totale      | %           | numero     | secolari   | regolari   | battezzati per presbitero | diaconi | uomini    | donne     | parrocchie |
| ---- | ----------- | ----------- | ----------- | ---------- | ---------- | ---------- | ------------------------- | ------- | --------- | --------- | ---------- |
| 2004 | 405.000     | 688.306     | 58,8        | 40         | 23         | 17         | 10.125                    |         | 17        | 119       | 31         |
| 2006 | 580.400     | 722.104     | 80,4        | 46         | 26         | 20         | 12.617                    | 13      | 23        | 87        | 31         |
| 2013 | 625.000     | 777.000     | 80,4        | 42         | 31         | 11         | 14.880                    | 57      | 13        | 97        | 32         |
| 2016 | 640.000     | 782.352     | 81,8        | 47         | 38         | 9          | 13.617                    | 54      | 9         | 103       | 33         |
| 2019 | 657.700     | 808.510     | 81,3        | 51         | 34         | 17         | 12.896                    | 109     | 17        | 94        | 35         |
| 2021 | 674.600     | 829.277     | 81,3        | 53         | 38         | 15         | 12.728                    | 106     | 15        | 88        | 36         |
| 2023 | 668.000     | 820.653     | 81,4        | 53         | 39         | 14         | 12.603                    | 106     | 14        | 79        | 36         |